# OK!
OK! — британский еженедельный журнал, содержащий новости о знаменитостях. Издаётся в России с 2006 года. Является частью экосистемы «Жара», входящего в структуру «Crocus Group». Главным редактором журнала в России является Денис Казьмин, а кретивным директором — Вадим Верник.

## История
Первый выпуск журнала OK! прошёл в апреле 1997 года, в России в 2006.
В 2011 году American Media Inc. купила журнал OK!.
В июле 2019 года журнал купил первый вице-президент Crocus Group и певец Эмин Агаларов. Последние доступные данные об аудитории OK! относятся к сентябрю 2017-го — февралю 2018-го, после чего издатель отказался от услуг измерителя. На тот момент всероссийская аудитория одного номера составляла 432,2 тыс. человек.
OK! является крупнейшим в мире журналом об образе жизни знаменитостей, насчитывающим более 30 миллионов читателей по всему миру, и в настоящее время он появляется в 20 странах (Австралия, Австрия, Азербайджан, Болгария, Китай, Кипр, Чехия, Германия, Греция, Индия, Индонезия, Ирландия, Япония, Латвия, Малайзия, Мексика, Ближний Восток, Монголия, Пакистан, Румыния, Россия, Словакия, Словения, Южная Африка, Швейцария, Таиланд, Турция, Украина, Великобритания, США, Венесуэла и Вьетнам).

## Больше чем звёзды
OK! Awards «Больше чем звёзды» (или же просто «Больше чем звёзды») ежегодно вручается журналом OK! с 2016 года. Список номинантов формируется на основании решения экспертного жюри, затем на официальном сайте премии проводится зрительское голосование. Номинации премии делятся на несколько рубрик: музыка, кино, театр, телевидение и спорт.

### 2018 — III
Дата и место проведения: 9 ноября 2018, Four Seasons Hotel Moscow.
- Главный герой. Музыка: Баста
- Новые лица. Музыка: Мари Краймбрери
- Пара года: Регина Тодоренко и Влад Топалов
- Главный герой. Новые формы: Александр Горчилин
- Главный герой. Кино: Аглая Тарасова
- Новые лица. Кино: Александр Кузнецов
- Главный герой. Театр: Юлия Пересильд и Андрей Бурковский, Дарья Мороз и Софья Эрнст
- Главный герой. Телефильмы: Мария Миронова, Павел Деревянко
- Главный герой. Спорт: Алина Загитова
- Главный герой. Блистательный образ Mercury: Ксения Раппопорт
- Главный герой. Мама года Toy.ru: Анна Хилькевич
- Главный герой. Герой из сети: Ида Галич
- Приз зрительских симпатий: Ляйсан Утяшева

### 2019 — IV
Дата и место проведения: 14 ноября 2019, Four Seasons Hotel Moscow.
- Приз главного редактора: Светлана Захарова и Иван Ургант
- Главный герой. Музыка: Ёлка
- Главный герой. Кино: Александр Кузнецов
- Главный герой. Телефильм: Андрей Бурковский
- Главный герой. Театр: Ирина Пегова, Филипп Авдеев
- Главный герой. Новые формы: Тина Канделаки
- Блистательный образ Mercury: Анна Чиповская
- Дуэты: Филипп Киркоров и Zivert
- Новые лица. Музыка: Звонкий
- Новые лица. Кино: Диана Пожарская, Наиль Абдрахманов
- Пара года: Константин Богомолов и Ксения Собчак
- Герой из сети: Регина Тодоренко
- Приз зрительских симпатий: «Руки Вверх!»
- Изысканный минимализм от VASSA: Алла Сигалова

### 2020 — V
Дата и место проведения: 14 октября 2020, Four Seasons Hotel Moscow.
- Главный герой. Кино: Виктория Исакова
- Главный герой. Театр: Владимир Машков
- Главный герой. Музыка: Полина Гагарина
- Новые лица. Музыка: JONY
- Главный герой. Новые формы: Яна Рудковская
- Мама пятилетия: Наталья Давыдова
- Главный герой. Телефильм: Полина Максимова
- Новые лица. Телефильм: Ангелина Стречина
- Герой из сети: Агата Муцениеце
- Плоды изоляции: проект Сарика Андреасяна «Нагиев на карантине»
- Блистательный образ Mercury: Дарья Мороз
- Приз зрительских симпатий: «Чики»
- Пара пятилетия: Алексей Чумаков и Юлия Ковальчук
- Герой пятилетия: Регина Тодоренко
- Приз главного редактора: Юлия Снигирь, Филипп Киркоров

### 2024 — IX
6 ноября в Four Seasons Hotel Moscow, победители:
- «Главный герой. Музыка» — певица Полина Гагарина.
- «Новые лица. Музыка» — певица Асия.
- «Главный герой. Кино. Актриса» — Юлия Снигирь за роль в фильме «Мастер и Маргарита».
- «Главный герой. Кино. Актёр» — Сергей Безруков за роль в фильме «Воздух».
- «Главный герой. Сериалы. Актриса» — Аня Чиповская за роль в сериале «Первый класс».
- «Главный герой. Сериалы. Актёр» — Никита Кологривый за роль в сериале «Комбинация».
- «Новые лица. Кино и сериалы» — Ярославу Могильникову за роль в сериале «Юг».
- «Главный герой. Театр. Актриса» — Юлия Пересильд за роль в спектакле «Последнее лето» (Театр Наций).
- «Главный герой. Театр. Актёр» — Игорь Верник за роль в спектакле «Маскарад с закрытыми глазами» (МХТ им. А. П. Чехова).
- «Главный герой. Новые формы» — Дарье Мороз за её режиссёрский дебют — сериал «Секс. До и после».
- «Приз редакции. Событие года» — сериал «Слово пацана. Кровь на асфальте».